# Araz
Araz è un comune dell'Azerbaigian situato nel distretto di Babək.